# Palais des congrès de Cotonou
Pour les articles homonymes, voir Palais des congrès.
Le palais des congrès de Cotonou, est un centre de congrès et de spectacles situé dans la ville de Cotonou. Le palais des congrès est le fruit de la coopération entre la Chine et le Bénin.
Il est inauguré en août 2003.

## Description
Bâti sur une surface totale de 10.053 m2, le palais des congrès de Cotonou, comporte 13 salles réparties sur 2 étages. Il abrite des conférences, colloques, séminaires, ateliers et expositions culturelles.

## Architecture
L'architecture du palais des congrès de Cotonou s'inspire des cases tata somba, constructions traditionnelles de l'ethnie somba du Bénin.

## Salles
Le palais des congrès de Cotonou dispose de:
- 200 places étalées sur deux niveaux,
- 800 places au rez-de-chaussée et 400 à l'étage,
- Une salle de conférence de 300 places,
- Une salle polyvalente de 300 places,
- Deux salles de réunion de 50 places chacune et deux autres de 30 places chacune.
- Des locaux devant servir de bureaux,
- Des salles de traduction simultanée, de communications, de salles de presse et de cafétérias.

## Projet de réhabilitation
Le projet de réhabilitation du palais des congrès de Cotonou, a commencé en décembre 2017. Il concerne la décoration intérieure, la plomberie, le chauffage, l’électricité, le système d’interprétation simultanée, le système de son, l’éclairage et la machinerie.
D'un coût estimatif de  15 milliards de francs cfa, la réhabilitation du palais des congrès de Cotonou est financée à 80% par la Chine.

## Images

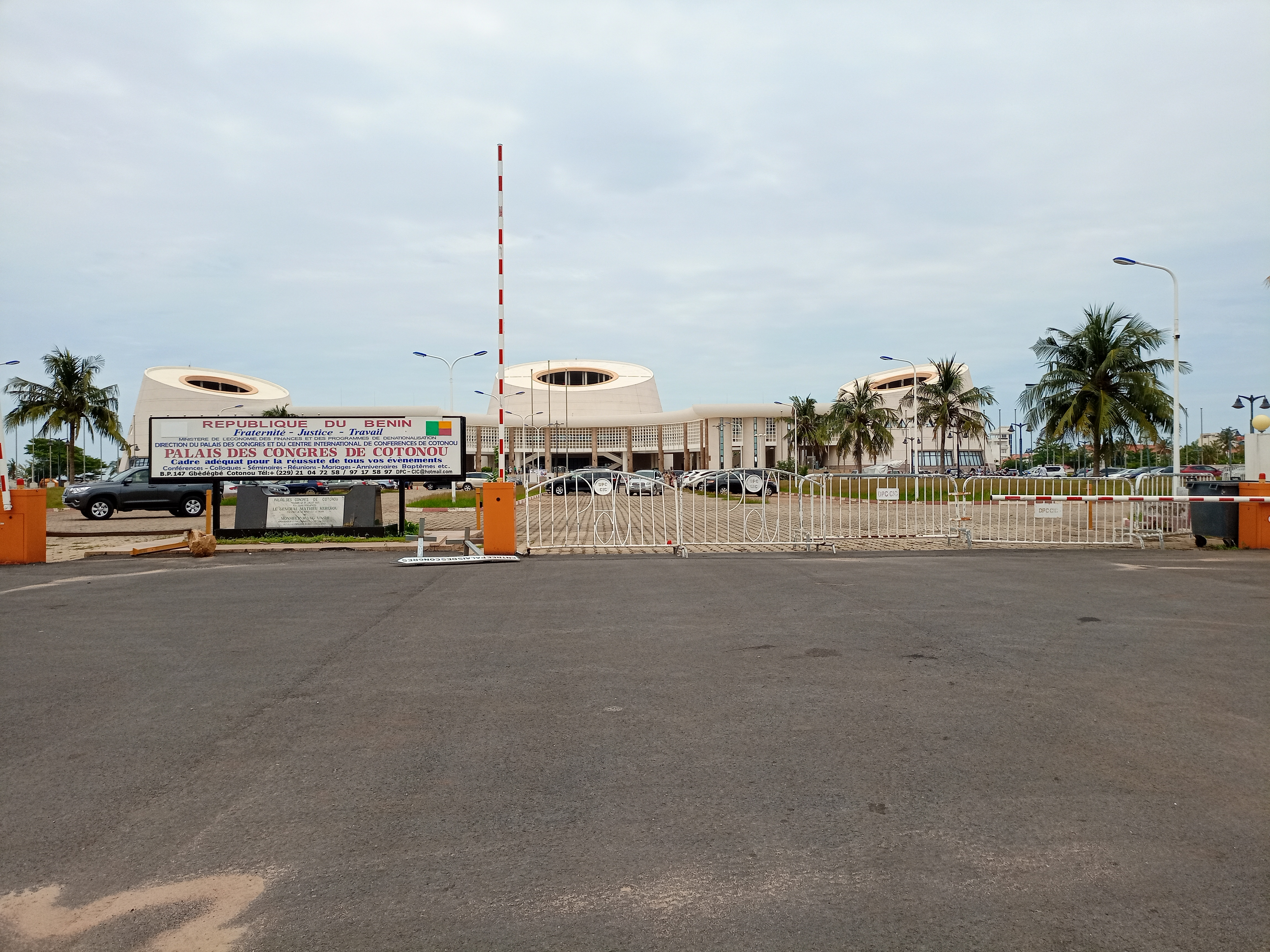
Palais des congrès de Cotonou Bénin